# Lauren Daigle
Lauren Daigle (ur. 9 września 1991 w Lafayette) – amerykańska śpiewaczka i autorka tekstów CCM. Zdobywczyni wielu nagród ze współczesnej muzyki chrześcijańskiej, w tym dwóch Grammy z 2019 roku, oraz siedem GMA Dove.
Zadebiutowała w 2015 roku, śpiewając w ewangelikalnym megakościele North Point Community Church, w Alpharetta. W 2018 roku został wydany teledysk do singla „You Say”. Film osiągnął na YouTube ponad 286 milionów wyświetleń.

## Dyskografia

### Albumy studyjne
- 2015 – How Can It Be
- 2016 – Behold: A Christmas Collection
- 2017 – Look Up Child

### Single
- 2014 – How Can It Be
- 2015 – First
- 2015 – Light of the World
- 2016 – Trust in You
- 2016 – Come Alive (Dry Bones)
- 2017 – Back to God (z Rebą McEntire)
- 2017 – O’Lord
- 2018 – You Say
- 2018 – Still Rolling Stones
- 2019 – Look Up Child
- 2020 – Rescue